# 笑福亭松枝
笑福亭 松枝（しょうふくてい しょうし）は、落語の名跡。明確な史料が残っていない為代数は不明だが過去には3人前後いるという。
- 笑福亭松枝 - 素人時代に四代目桂米團治等から稽古を受けており、五代目笑福亭松鶴の門下で「松枝」を名乗った。後に廃業し上京。本名の名字は「永田」。

笑福亭 松枝（しょうふくてい しょうし、1950年11月20日 - ）は、大阪府貝塚市出身の落語家、大阪府立岸和田高等学校卒業。本名は秦 富男。血液型はAB型。所属事務所は松竹芸能。

## 経歴
- 1969年3月 - 6代目笑福亭松鶴に入門。
- 1970年 - 道頓堀角座で初舞台。
- 1999年 - 文化庁芸術祭演芸部門優秀賞受賞。

## 人物
学生時代に深夜放送ラジオに熱中し高校卒業後、実家の近所だった松鶴に入門。上方落語協会会員・同協会番組編成委員長・調査委員長。出囃子は「早船」。現在は堺市在住でいじめ問題にも取り組んでいる。
長女は歌手で、マリ&ライダーキャットJunのマリ。2008年1月23日メジャーデビュー（現在は解散）。
4代目笑福亭梅鶴の名跡を師匠から預かっているが、襲名はしていない（「梅」の字は、とび職出身の弟子・飛梅に付けている）。

## 過去のレギュラー番組
- 鶴三・松枝の歌謡ひる亭（ラジオ関西）
- 鶴三・松枝のサテスタ歌謡フルコース（ラジオ関西）
- 歌うサテスタ ヤぁ ヤぁ ヤぁ!（ラジオ関西）
- やる気満々藤本永治です(毎日放送)
- ふれあいスタジオ ひるは夢色 ラジオ色（西日本放送）

## 著書
- 『ためいき坂くちぶえ坂 松鶴と弟子たちのドガチャガ』浪速社, 1994.12
- 『当世落語家事情』弘文出版, 1997.2
- 『笑福亭松枝の世相落し噺100 落語は人生・社会のナビゲーション』浪速社, 2008.6

## 弟子
- 笑福亭松五
- 笑福亭飛梅
- 笑福亭縁

廃業
- 笑福亭竹吉